# ادو می‌شو زوئه

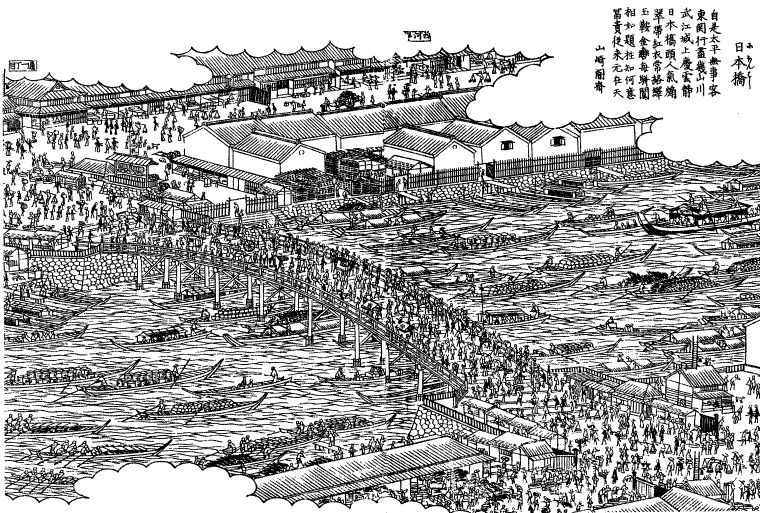
تصویری از نیهون‌باشی چاپ شده در ادو میشو زوئه

ادو میشو زوئه (به ژاپنی: 江戸名所図会 Edo meisho zue) یا کتاب راهنمای مناطق مشهور ادو یک راهنمای مصور است که مکان‌های معروف ادو که در زبان ژاپنی میشو نامیده می‌شوند، را توصیف می‌کند و مناظر توکیو را قبل از ۱۸۶۸ میلادی به تصویر می‌کشد، آن زمان توکیو به عنوان ادو شناخته می‌شود. چاپ آن با استفاده از تکنیک‌های چاپ بلوک چوبی ژاپنی در ۲۰ کتاب و تقسیم شده در هفت جلد انجام شده‌است.